# Back to the Roots
Back to the Roots är ett musikalbum av John Mayall, ursprungligen släppt som dubbel-LP på Polydor 1971. Inspelningarna skedde i januari 1971 och albumet lanserades några månader senare. Mayall bjöd även in flera av sina gamla medlemmar i The Bluesbreakers att vara med på skivan. Både Eric Clapton och Mick Taylor medverkar på skivan. Även Larry Taylor och Harvey Mandel från Canned Heat är med.

## Låtlista
(alla låtar komponerade av John Mayall)
1. "Prisons on the Road" - 4:18
2. "My Children" - 5:10
3. "Accidental Suicide" - 6:17
4. "Groupie Girl" - 3:53
5. "Blue Fox" - 3:43
6. "Home Again" - 4:56
7. "Television Eye" - 7:32
8. "Marriage Madness" - 3:36
9. "Looking at Tomorrow" - 6:57
10. "Dream With Me" - 5:21
11. "Full Speed Ahead" - 5:21
12. "Mr. Censor Man" - 4:44
13. "Force of Nature" - 6:34
14. "Boogie Albert" - 2:15
15. "Goodbye December" - 5:24
16. "Unanswered Questions" - 4:42
17. "Devil's Tricks" ' - 7:45
18. "Travelling" - 4:42

## Listplaceringar
- Billboard 200, USA: #52[1]
- UK Albums Chart, Storbritannien: #31[2]
- Kvällstoppen, Sverige: #15[3]